# Din fremtid...
|  | Denne artikel er oprettet af botten Steenthbot ud fra en ekstern database. Den kan derfor have sproglige fejl eller mangler. Denne skabelon kan fjernes efter kontrol af indholdet. |

Din fremtid... er en dansk dokumentarfilm fra 1984.

## Handling
Program 1 i debat-serien 'Ung nu - og i fremtiden'.